# エロティック写真

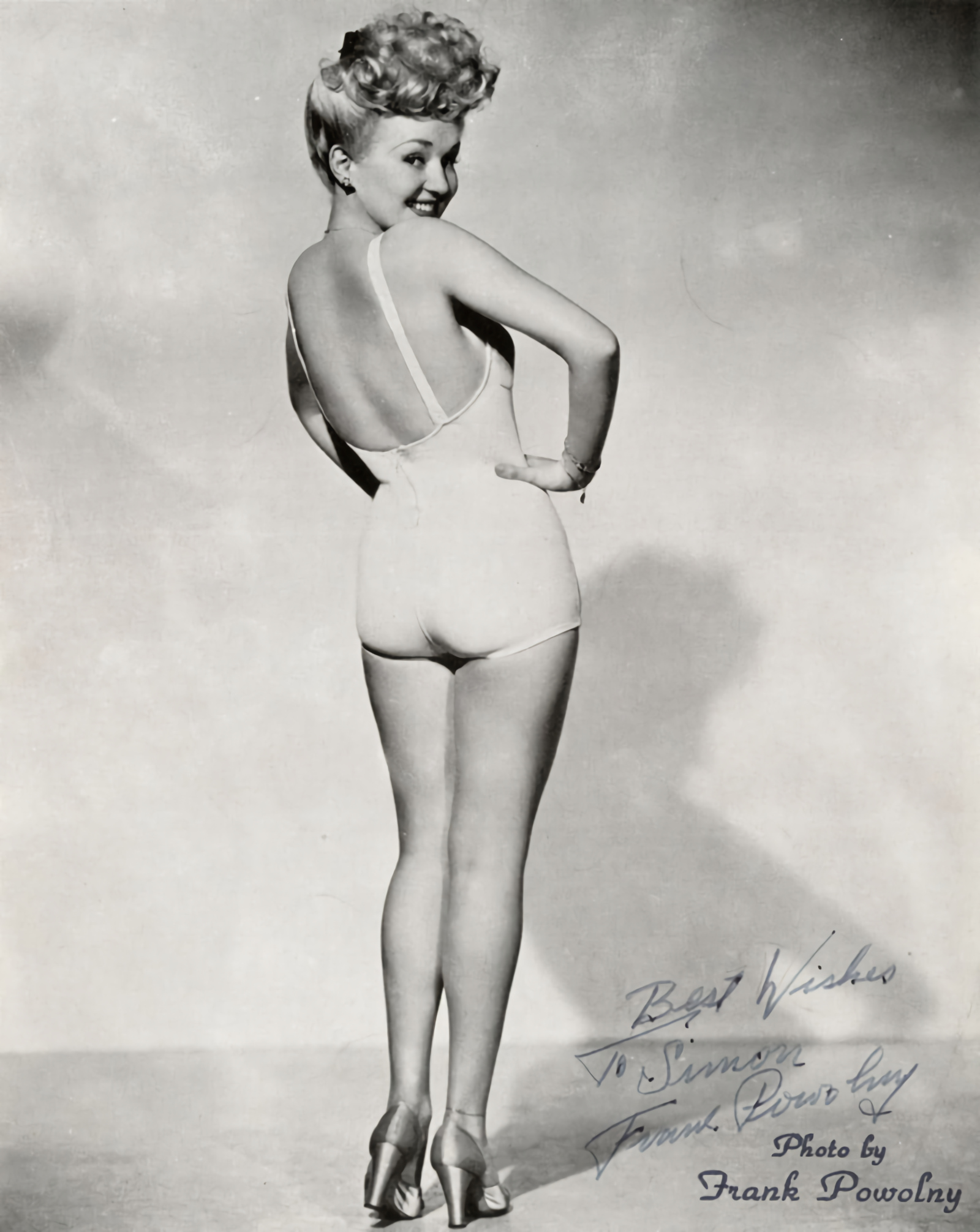
ベティ・グレイブル
著名なピンナップガール

エロティック写真（エロティックしゃしん、Erotic photography）は、エロティックで、性的なものを暗示する、または性的に挑発的な性質の芸術写真のスタイル。
エロティック写真の被写体は通常、完全にまたはほとんど服を脱いでいるが、それは必須ではない。意味を伝えるために小道具を使用したりもする。
エロティック写真は、必ずしもエロティックな状況にあるとは限らない裸の被写体を含むヌード写真や、性的に露骨な性質を持つポルノ写真とは区別されることがよくある。ポルノ写真は一般的に「わいせつ」であり、芸術的/美学的価値に欠けていると定義されている。しかし、アートとポルノの境界線は社会的にも法的にも議論されており、多くの写真家はこれらの区別を意図的に無視した作品を作成している。
エロティック写真は通常、カレンダー、ピンナップなどの大量生産品や、ペントハウスやプレイボーイなどの男性誌を含む商用利用を目的としているが、多くの芸術写真家も露骨なまたはエロティックな写真に取り組んでいる。
エロティック写真の被写体は、プロのモデル、著名人、アマチュアなどである。有名なエンターテイナーが写真のためにヌードになったことはほとんどない。写真のためにヌードになった最初のエンターテイナーは、舞台女優のアダ・アイザックス・メンケン（1835年-1868年）だった。